# Casinha (canção)
"Casinha" é uma canção gravada pela banda cristã de rock brasileira Rebanhão, registrada no álbum Mais Doce que o Mel, lançado em 1981. Foi escrita pelo vocalista Janires Magalhães Manso e é uma das principais canções da banda.
Sua letra retrata uma cidade do interior com dois olhares: o primeiro visualiza somente os aspectos positivos. Idosos na praça, jovens namorando, uma banda tocando uma valsa. O segundo olhar visualiza com detalhes a situação de cada pessoa. Os idosos bêbados, jovens se prostituindo e um funeral com uma valsa ao fundo. Ao fim, Janires conta a história de outra cidade construída por Jesus.
"Casinha" foi regravada múltiplas vezes, uma pelo próprio Rebanhão no álbum ao vivo Janires e Amigos de 1984, por Janires em carreira solo no álbum Ponto de Encontro (1987) e no álbum Tributo a Janires, gravado pelo grupo Vencedores por Cristo em 2003. Em 2022, o cantor Antônio Cirilo regravou a canção no álbum Samba e o Amor.

## Ficha técnica
- Janires Magalhães Manso - Vocal, composição e ovation
- Carlinhos Felix - Guitarra
- Paulo Marotta - Baixo
- Pedro Braconnot - Teclado
- Kandell - bateria
- Zé Alberto - Percussão